# Walchebrücke
Die Walchebrücke ist eine Strassenbrücke in Zürich, die beim Hauptbahnhof die Limmat überquert. Zwischen den vier Fahrspuren sind zwei Tramgleise angeordnet. Der Name leitet sich von einer Walkmühle ab, die vom 17. Jahrhundert bis 1860 in der Nähe stand.

## Geschichte
Die erste Brücke entstand in den Jahren 1912 bis 1913, um die Bahnhofbrücke zu entlasten. Für den Bau der Brücke wurde ein Wettbewerb durchgeführt, zu dem 25 Projekte eingereicht wurden, darunter auch eines von Robert Maillart. Das Siegerprojekt hatte den Titel Dreibogenbrücke und stammte vom Ingenieurbüro Locher & Cie, das die Arbeit mit Unterstützung des Architekturbüros Gebrüder Pfister ablieferte. Maillarts Projekt erreichte den vierten Platz, das Preisgericht beanstandete die Ausführung der Pfeiler und deren Fundierung.
Die Brücke von 1913 war eine Bogenbrücke mit zwei Flusspfeilern. Das Fundament der Pfeiler wurde mit Senkkästen erstellt, die an Ort aus Eisenbeton gebaut wurden. Nachdem der Aushub der Pfeiler fertiggestellt war, verblieben die Senkkästen als unterster Teil der Pfeilers im Fluss und wurden mit Beton ausgegossen. Die Brückenbogen wurden in Stahlbeton auf einem Lehrgerüst erstellt.
Mit der Walchebrücke wurde auch die Führung der Strassenbahn Zürich–Oerlikon–Seebach (ZOS) zum Hauptbahnhof Zürich möglich, die Strecke endete zuvor auf dem Central.  
1958 wurde die Brücke als dreifeldrige Plattenbrücke neu aufgebaut. Sie war als Sprengobjekt ausgebildet und hätte somit im Kriegsfall einfach zerstört werden können.
In den Jahren 2005 bis 2006 wurde eine Gesamtsanierung und Verstärkung der Brücke durchgeführt, wofür die Stadt einen Projektkredit von 9 Mio. Franken sprach. In einem weiteren Schritt wurde die Brücke nach den Lichtgestaltungsvorgaben des von der Stadt ausgearbeiteten Plan Lumière mit einer neuen Beleuchtung unter dem Brückendeck versehen.